# Rewal
Rewal (Rewahl fino al 1945, già Revahl) è un comune rurale polacco del distretto di Gryfice, nel voivodato della Pomerania Occidentale.
Ricopre una superficie di 41,13 km² e nel 2007 contava 3 439 abitanti.